# Resident Evil 4 (videojuego de 2023)
Resident Evil 4 —cuyo título original en Japón es Biohazard RE:4 (バイオハザード Baiohazādo Fō?)— es un videojuego de acción-aventura de disparos en tercera persona de terror y supervivencia desarrollado y publicado por Capcom. Un remake del juego de 2005 Resident Evil 4, se lanzó para PlayStation 4, PlayStation 5, Windows y Xbox Series X/S el 24 de marzo de 2023. Las versiones para iOS, y macOS se lanzaron el 20 de diciembre de 2023.
Los jugadores controlan al agente estadounidense Leon S. Kennedy, quien debe salvar a Ashley Graham, la hija del presidente estadounidense, de una misteriosa secta en la España rural. El remake tiene una trama actualizada, nuevas imágenes, personajes, reparto y una jugabilidad modernizada, en línea con Resident Evil Village (2021) y otros remakes de Resident Evil.
El desarrollo comenzó alrededor de 2018 en un estudio diferente, M-Two, y se mudó a Capcom en 2021, y muchos del personal que había trabajado en el remake de Resident Evil 2 de 2019 regresaron. El equipo amplió la caracterización de Ashley y la relación con Leon y utilizó RE Engine de Capcom. Se lanzaron dos contenidos descargables: el minijuego Mercenaries, en el que los jugadores luchan contra oleadas de enemigos, y la historia paralela Separate Ways, en la que los jugadores controlan a la agente Ada Wong.
Resident Evil 4 recibió elogios y fue nominado al premio Golden Joystick al mejor juego del año y al premio The Game al Juego del Año. Había vendido más de 10 millones de copias hasta abril de 2025, lo que lo convirtió en el juego Resident Evil con ventas más rápidas.

## Jugabilidad
Resident Evil 4 es una nueva versión del juego de 2005 Resident Evil 4. Presenta un juego de disparos en tercera persona "por encima del hombro" similar al original, al tiempo que extrae otros aspectos de diseño de los remakes de Resident Evil 2 (2019) y Resident Evil 3 (2020). Resident Evil 4 presenta imágenes rediseñadas, diseñadas para crear una atmósfera más tensa, junto con nuevos diseños de personajes y fondos. Ofrece seis esquemas de control, incluido uno diseñado según el juego original. Ocasionalmente, el jugador debe resolver acertijos para llegar a ciertas áreas. En algunas secuencias, Leon debe proteger a la hija del presidente, Ashley. Utiliza un sistema de salud más simple que el original y se le puede indicar que permanezca cerca o lejos.
Como en el juego original, el jugador organiza su inventario con un maletín. Como novedad en el remake, un sistema de elaboración permite al jugador crear elementos y municiones utilizando los recursos recolectados. El comerciante regresa, lo que permite al jugador comprar, mejorar e intercambiar artículos mientras proporciona nuevas misiones secundarias que se pueden completar durante la historia principal. Al igual que en el original, el objetivo del combate es disparar a los enemigos y recargar. Sin embargo, Leon ahora puede moverse y usar armas al mismo tiempo, lo que le permite evadir ataques mientras dispara y recargar mientras está en movimiento. Leon puede usar ataques cuerpo a cuerpo para herir a los enemigos y alejarlos. Una nueva mecánica de parada le permite bloquear, contraatacar y matar enemigos caídos con su cuchillo. A diferencia del original, el cuchillo de Leon tiene un medidor de durabilidad; Si se rompe, el jugador tendrá que hablar con el comerciante para repararlo o aumentar su durabilidad. Leon puede llevar múltiples tipos de cuchillos con varios atributos.

## Argumento
La historia de Resident Evil 4 (remake) al igual que el original se desarrolla en el año 2004, en otoño del hemisferio norte, en un pequeño y rezagado pueblo rural del sur de Europa, exactamente en las zonas despobladas de España, todo ello siguiendo la estructura de diálogo de Leon en el videojuego original.

30 de septiembre de 1998... Un día que no olvidaré. El policía que yo era, murió. Y Raccoon City fue destruida... Gracias a las armas biológicas de Umbrella. Yo conseguí escapar. Pero muchos... no pudieron. Me "pidieron" unirme a un programa secreto del gobierno. No tenía otra opción. Las pruebas, las misiones... casi me matan. Pero al menos pude despejar la mente. Si pudiera olvidar lo que pasó... el dolor... solo un momento... Esta vez, podría ser distinto. Debe serlo.
Leon explicando los eventos previos al juego.

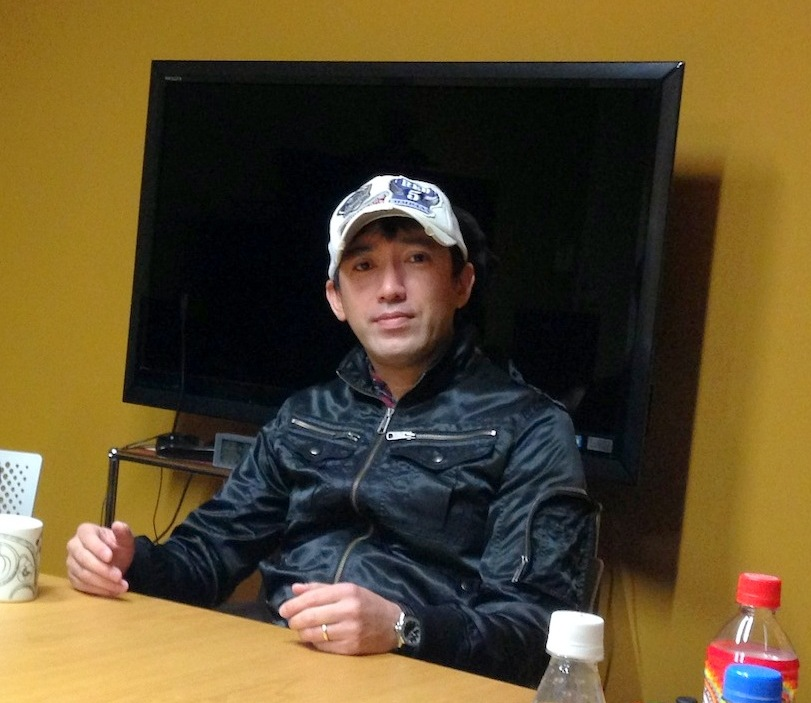
Shinji Mikami, el creador de la saga Resident evil concibió originalmente la trama del personaje de Leon en Resident evil 2 para después reutilizarlo en Resident Evil 4

Tras la destrucción de Raccoon City en 1998, Leon S. Kennedy (Nick Apostolides) se convierte en un agente del gobierno de los Estados Unidos después de ser entrenado por el Mayor Jack Krauser (Mike Kovac). Seis años más tarde, Leon es enviado por el presidente para rescatar a su hija Ashley Graham (Genevieve Buechner) de un pueblo en la España rural con la ayuda de Ingrid Hunnigan (Raylene Harewood). Poco después de llegar, Leon encuentra a sus escoltas brutalmente asesinados por los aldeanos, que están siendo controlados por el parásito Las Plagas y se han comprometido con el culto de Los Iluminados. Buscando a Ashley, Leon conoce a Luis Serra (André Peña), a quien Ingrid confirma que trabajó para Umbrella Corporation. Leon y Luis son capturados por el jefe de la aldea, Bitores Méndez (Jon Bryant), quien inyecta a Leon con un parásito Plaga. Después de escapar del cautiverio, la pareja se separa, con Luis reuniéndose con Ada Wong (Lily Gao).
Leon rescata a Ashley, quien también está infectada con una Plaga, pero son perseguidos por Méndez hasta que Leon finalmente lo mata. Con el helicóptero de rescate retrasado por las inclemencias del tiempo, la pareja se retira a un castillo. Sin embargo, las fuerzas del señor Ramón Salazar (Marcio Moreno) capturan a Ashley. Leon se reencuentra brevemente con Ada después de su último encuentro en Raccoon City antes de reunirse con Luis, quien proporciona supresores para las Plagas y revela que quiere expiar sus acciones mientras trabaja como investigador de Umbrella. La pareja usa túneles mineros para llegar a la superficie, pero Luis es apuñalado fatalmente por Krauser, quien ha desertado a Los Iluminados. Leon y Krauser entran en combate antes de que Luis dispare a Krauser con sus últimas fuerzas. Antes de morir, Luis le da la llave de su laboratorio personal. Al regresar al castillo, Leon lucha y mata a Salazar antes de perseguir a Krauser y Ashley a una isla.
Leon se reúne con Ashley, pero la pareja conoce a Osmund Saddler (Christopher Jane), el líder de Los Iluminados. Él usa sus parásitos para controlar a Ashley e incapacitar a Leon, separándoles nuevamente. Mientras se mueve a través de las instalaciones, Leon descubre que Krauser secuestró a Ashley y la llevó a la aldea por resentimiento contra el gobierno de los Estados Unidos por su manejo de la "Operación Javier", una misión a la que él y Leon sobrevivieron por poco dos años antes. Deseando poder, Krauser usa un parásito Plaga para mutarse y luchar contra Leon, quien finalmente lo mata, se reúne con Ashley y la lleva al laboratorio de Luis para eliminar sus parásitos. Mientras buscan un medio de escape, Leon y Ada unen fuerzas para matar a Saddler, quien deja caer un frasco de ámbar de Plagas. Ada toma el frasco y se va en un helicóptero mientras Leon y Ashley escapan de la isla en explosión en una moto acuática.
Ada conecta a su jefe, Albert Wesker (Craig Burntawski), para informarle sobre el estado de la misión y preguntarle sobre sus intenciones con el vial. Cuando este le dice que lo usará para crear un nuevo mundo a costa de miles de millones de víctimas, una disgustada Ada obliga a su piloto a cambiar de rumbo.

### Caminos Separados
Antes de la llegada de Leon, Ada libera a Luis de la mazmorra de Salazar para que pueda conseguirle un frasco de ámbar de Plagas que había escondido para ella, pero es infectada con un parásito único de Plagas por uno de los ejecutores de Salazar, Pesanta. Mientras intenta reunirse con Luis y evadir a Pesanta, Ada ayuda de forma encubierta a Leon en su lucha contra Los Iluminados. A medida que su infección empeora, el jefe cada vez más impaciente de Ada, Albert Wesker (Craig Burnatowski), la revisa periódicamente. Finalmente se reúne con Luis, quien se da cuenta de que está infectada y la convence de recolectar ingredientes para un supresor para frenar las infecciones de ella, Leon y Ashley. Para complicar las cosas, la condición de Ada empeora en presencia del ámbar, lo que obliga a la pareja a separarse una vez más hasta que su supresor se apodere de ella. Mientras Luis ayuda a Leon y Ashley, Ada mata a Pesanta, lo que hace que vomite su parásito. Después de matarlo, intenta encontrar a Luis de nuevo, solo para enterarse de que Krauser lo mató por el ámbar.
Ada ayuda a Leon a llegar a las instalaciones de la isla de Los Iluminados antes de colocarle un rastreador en secreto y separarse para encontrar a Krauser. Ella es testigo de cómo le da el ámbar a Saddler antes de que Wesker le proporcione un dispositivo para ayudarla a eludir la seguridad de la instalación. Al enterarse de que Wesker también tiene la intención de detonar la isla, independientemente de la supervivencia de Ashley, Ada usa los archivos de Luis para sabotear las bombas antes de usar el rastreador de Leon para localizar a Saddler. Ella rescata a Leon y Ashley y derrota a Saddler, pero él la toma desprevenida y la captura. Leon finalmente rescata a Ada, quien se une a él para matar a Saddler antes de recuperar el ámbar, y luego, abandona la isla en un helicóptero. Cuando se va, se pone en contacto con Wesker para informarle sobre el estado de la misión y preguntarle sobre sus intenciones con el ámbar. Cuando este le dice que lo usará para crear un nuevo mundo a costa de miles de millones de víctimas, una disgustada Ada obliga a su piloto a cambiar de rumbo.
Wesker se entera de la traición de Ada y de que la isla sigue intacta debido a que las bombas no detonaron correctamente. Habiendo obtenido el cuerpo de Krauser, Wesker proclama que la "era del hombre" pronto terminará.

## Desarrollo

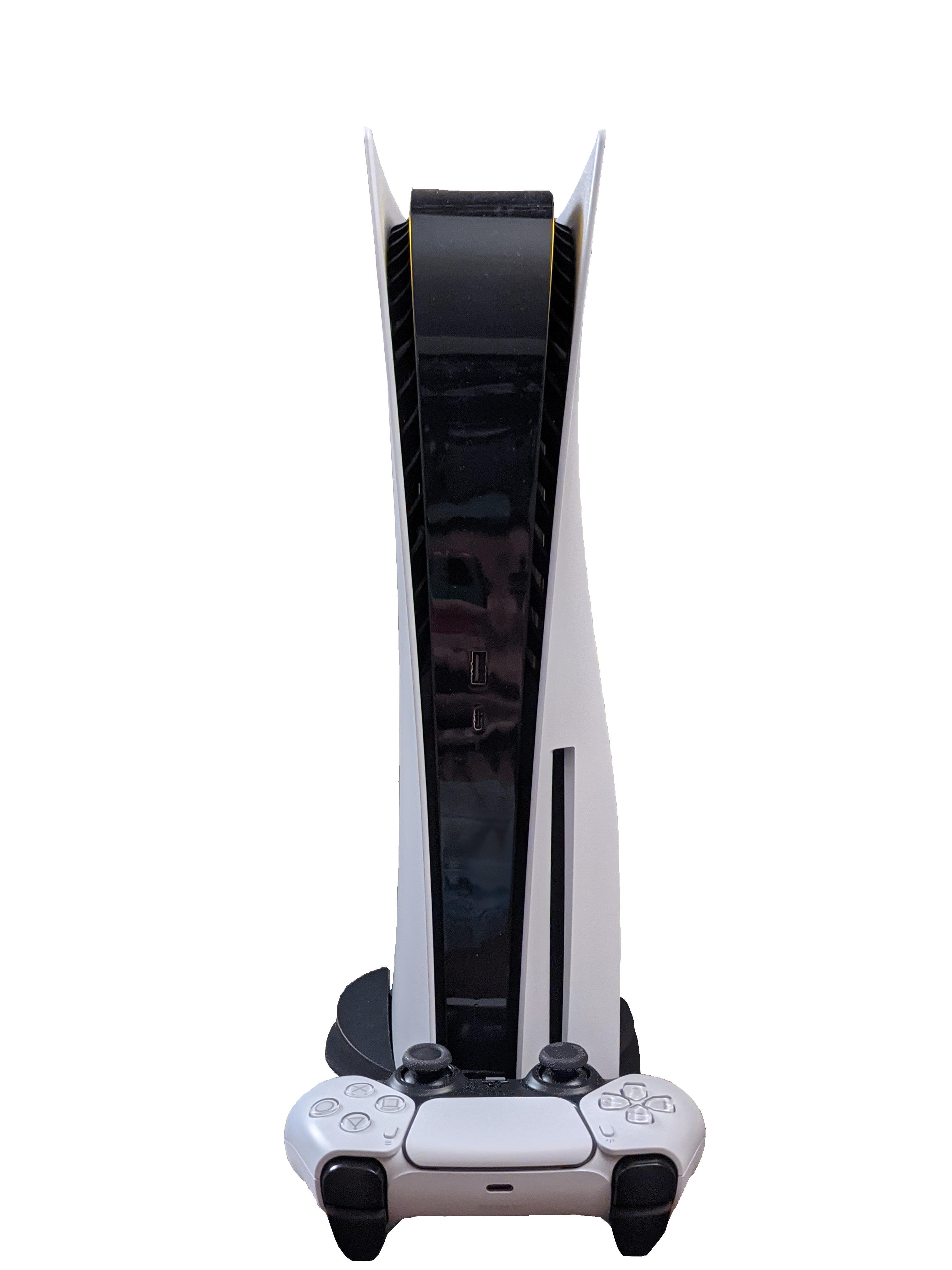
Resident evil 4 fue originalmente anunciado en el evento PlayStation showcase de State of PlayPlayStation para la consola PlayStation 5

Después del lanzamiento de la nueva versión de Resident Evil 3 en junio del año 2020, se desarrollaron numerosas especulaciones sobre el desarrollo de un nuevo videojuego de la saga Resident Evil, siendo las principales teorías las de una nueva versión de Resident Evil 4, y en menor medida de Resident Evil: Code: Veronica. El posterior lanzamiento de Resident Evil 8, que presentaba una historia, mecánicas y elementos muy similares a los de Resident Evil 4 se consideró una pista de la desarrolladora sobre el lanzamiento futuro de una nueva versión de Resident Evil 4.
A lo largo del año 2021 hubo numerosas filtraciones sin confirmar de materiales del videojuego, principalmente de la rama japonesa de Capcom. Estas filtraciones consistían en imágenes promocionales, capturas del videojuego y comunicados de los ejecutivos y actores implicados en el desarrollo de la nueva entrega. La nueva versión se confirmó oficialmente en junio del año 2022 en el evento de PlayStation showcase, y fue lanzada en las plataformas de PlayStation 4, PlayStation 5, Xbox Series X/S y Windows el 24 de marzo del año 2023.
Además de la fecha de lanzamiento y el nombre del videojuego, también se confirmó la reestructuración y reelaboración de muchos elementos del videojuego original, de manera que la nueva versión cuenta con elementos y características inéditas, además de alterar varias del original del 2005, siendo algunas la historia de fondo, el vestuario de los personajes, las mecánicas de jugabilidad, las actuaciones de voz, el desempeño de la inteligencia artificial y los diseños generales del entorno.

## Combate
El equipo de desarrollo modernizó la jugabilidad para estar en línea con el juego más reciente de la saga, Resident Evil Village, y los remakes de Resident Evil 2 y Resident Evil 3. Para ayudar a apuntar, el juego original usaba una mira láser en cada arma; esto fue reemplazado por una retícula. Para apaciguar a los fanáticos que prefieren el láser, Capcom lo incluyó como un accesorio desde el principio. Al igual que con Resident Evil 2, el cuchillo tiene una durabilidad limitada y se desgasta con el uso, pero se puede mejorar y reparar. Una nueva adición es el lanzador de pernos, una ballesta que se puede usar para matar sigilosamente a los enemigos.

## Ashley
El papel de Ashley en el juego fue reelaborado para reflejar la intención de Capcom de que ella permanecería con Leon "porque siendo realistas, nunca querría quedarse sola en un entorno tan peligroso". En el juego de 2005, los jugadores podían ordenarle que "los siguiera", "esperara" en su lugar o "se escondiera" en un contenedor de basura. En el remake, sin embargo, Ashley sigue a Leon de cerca ("apretado") o remotamente ("suelto"). La formación "apretada" se usa para escapar de los enemigos juntos, mientras que la "suelta" ayuda a evitar que Ashley sea atacada por los enemigos. El comando "ocultar" aparece en una pequeña parte del juego donde los jugadores pueden pedirle a Ashley que se esconda dentro de los casilleros, principalmente cuando se espera que Leon luche contra enemigos difíciles.
Para mantener el desafío, la barra de salud de Ashley se ha eliminado y ya no se puede aumentar con el uso de hierbas amarillas. Cuando Ashley recibe daños severos, cae y debe ser ayudada a levantarse para evitar un juego terminado, una idea similar utilizada en Resident Evil 6. Al igual que el juego original, Ashley puede ser enviada a veces, y el jugador puede guiarla a través de agujeros para desbloquear puertas. A diferencia del juego original, Ashley puede descender una escalera por su cuenta, en lugar de obligar al jugador a ayudarla.

### Lanzamiento
El primer tráiler se lanzó como parte del evento State of Play de junio de PlayStation el 3 de junio del año 2022.
Su lanzamiento fue el 24 de marzo de 2023 para las plataformas PlayStation 5, PlayStation 4, Windows, y Xbox Series X/S.

### Diferencias con la versión original
- Completo doblaje al castellano.[23]
- Cinemáticas rehechas, tanto las introductorias, como la de historia de los personajes.

- Nuevo motor gráfico para permitir gráficos y texturas HD (Previamente usado en Resident Evil 3 de 2020).

- Reelaboración de la cámara en tercera persona sobre el hombro, similar a la de Resident Evil 2 de 2019.

- Se ha reelaborada la historia,  con nuevas tramas, personajes reescritos y elementos introducidos totalmente nuevos.

- Se ha cambiado la vestimenta estándar y canónica de los personajes principales. Aun así se mantiene la posibilidad de activar las versiones originales y una gran cantidad de contenidos visuales adicionales.

- Se han rediseñado los mapas para coincidir con posteriores y anteriores entregas, además de redimensionado la mayoría de los espacios y alterado el momento de ejecución de estos mapas.

- Se ha cambiado el sistema ambiental, de manera que se visualizarán diferencias climáticas dependiendo del momento y lugar de ejecución.

- Se ha habilitado el acceso a nuevas zonas no vistas en el videojuego original.

- Se han introducido nuevos elementos de inventario y opciones, ya vistos en el Resident Evil Village.

- Se diseñó una nueva interfaz para el menú principal y los otros menús del videojuego.

- A diferencia del original, Resident Evil 4 incorpora la mecánica de contenidos descargables (DLC) y actualizaciones.

- Se compuso una nueva banda sonora, pero permitiendo hacer uso de la original del videojuego de 2005.

- Se han introducido varios personajes secundarios no vistos en la entrega original.

- Nuevos minijuegos y recompensas extras fuera de la historia principal.

## Requisitos
En 2022, Capcom anuncio los requisitos mínimos, y los recomendados para la versión original en computadoras de la nueva versión de Resident Evil 4.
Requisitos mínimos
- Sistema operativo: Windows 7, Windows 8 y Windows 10.
- Procesador: Intel Core i5-4460 2.70GHz/AMD FX-6300 o superior.
- RAM: 8 GB.
- Tarjeta de vídeo: NVIDIA GeForce GTX 760 o AMD Radeon R7 260x con 2GB de vídeo RAM.
- DirectX 11.
- 50 GB de espacio libre en disco duro.

Requisitos recomendados
- Sistema operativo: Windows 7, Windows 8 y Windows 10.
- Procesador: Intel Core i7-3770 o AMD FX-9590
- RAM: 8 GB.
- Tarjeta Gráfica: Nvidia GeForce GTX 960/AMD Radeon R9 280X o superior.
- DirectX 11.
- 60 GB de espacio libre en disco duro.

## Lanzamiento y comercialización
El primer teaser trailer se lanzó como parte de la presentación de PlayStation State of Play el 3 de junio de 2022. Fue lanzado para PlayStation 4, PlayStation 5, Windows y Xbox Series X/S el 24 de marzo de 2023, con próximo soporte en PS VR2. Una versión para macOS y iOS en modelos seleccionados de iPad, Mac y iPhone se lanzará a finales de 2023.
Un segundo tráiler y un juego adicional se mostraron durante una exhibición en octubre de 2022. Los pedidos anticipados incluyen el maletín de Leon y la munición de la pistola de Leon como amuletos. Un tercer tráiler debutó como parte del State of Play de PlayStation el 23 de febrero de 2023. Después de que los efectos de lluvia en las imágenes de vista previa generan críticas, Yoshiaki dijo que capcom lanzaría un parche el día de lanzamiento del juego para modificarlo.
Se anunció una demo jugable durante una transmisión en vivo de Capcom Spotlight el 9 de marzo de 2023 e inmediatamente después para PlayStation 4, PlayStation 5, Windows y Xbox Series X/S. El 20 de marzo de 2023, Capcom lanzó un comercial de televisión en Japón que parodia la serie de anime World Masterpiece Theater. Una edición de coleccionista estuvo disponible para las versiones de consola, con extras como figura de Leon, un libro de arte de tapa dura, un póster de mapa del pueblo y una banda sonora digital. El 7 de abril, Capcom lanzó un minijuego descargable gratuito, Mercenaries, en el que los jugadores deben matar a tantos enemigos como sea posible en un límite de tiempo. El mismo día, Capcom agregó microtransacciones para permitir a los jugadores pagar extra para actualizar las armas más rápido.
El 14 de septiembre de 2023, durante un PlayStation State of Play, Separate Ways, se anunció una historia paralela del juego original protagonizado por Ada Wong como DLC de pago junto con una actualización del título de The Mercenaries. Ambos están programados para lanzarse el 21 de septiembre de 2023. También se informa que Capcom presentará Separate Ways durante Tokyo Game Show en 2023. El trailer de Separate Ways alude a la presencia de Wesker en la historia.

## Respuesta crítica
Resident Evil 4 obtuvo "elogios de la crítica, con muchos medios elogiando sus imágenes, jugabilidad mejorada y énfasis en la acción y al terror", según GameSpot. En el sitio web de agregador de reseñas Metacritic, el juego recibió "aclamación universal".
Escribiendo para IGN, Tristan Ogilvie elogió las actualizaciones de la jugabilidad y la historia, escribiendo que "en cada paso del viaje hay mejoras, tanto grandes como pequeñas". Kurt Indovina de GameSpot elogió las caracterizaciones mejoradas de Leon, Ashley y el Comerciante, escribiendo que Leon ahora "actúa como un ser humano". Para Destructoid, Zoey Handley criticó el remake por no mejorar algunos de los aspectos más débiles del original, escribiendo "es tan atonal como lo fue originalmente" y que "la mejor sección del juego es cuando entras por primera vez en la aldea, y nunca vuelve a alcanzar esa altura".
El director del Resident Evil 4 original, Shinji Mikami, dijo en Twitter que había terminado el remake y "lo disfrutó mucho".

## Respuesta de la audiencia
Algunos fans no estaban contentos con el doblaje de Lily Gao, quien proporcionó la nueva voz de Ada Wong, y la prensa especializada interpretó esas críticas como una forma de acoso contra ella. Por lo general la audiencia ha quedado muy satisfecha con el juego.

## Ventas
Resident Evil 4 vendió más de tres millones de copias en los primeros dos días de lanzamiento. Vendió cuatro millones de copias en sus primeras dos semanas, convirtiéndolo en uno de los juegos de Resident Evil más vendidos. Para julio de 2023, había vendido más de cinco millones de unidades. En Japón, fue el juego minorista más vendido en su primera semana, vendió 89.662 copias en PlayStation 5 y 85.371 en PlayStation 4.

## Personajes

### Leon Kennedy
- Antecedentes: Ex-policía de Raccoon City.
- Rol: Protagonista de Resident Evil 4.
- Características: Inicialmente un policía novato, Leon fue incluido en un programa secreto de super soldados del gobierno de Estados Unidos. Cuando la hija del presidente, Ashley, fue secuestrada, Leon fue enviado a España para rescatarla.

### Ashley Graham
- Antecedentes: Hija del presidente de Estados Unidos.
- Rol: Personaje secuestrado, usado como peón en el plan de Osmund Saddler.
- Características: Aunque tiene veinte años, parece desesperada y más joven.

### Luis Serra
- Antecedentes: Ex-investigador de Umbrella.
- Rol: Inicialmente un personaje sospechoso, pero ayuda a Leon y Ashley.
- Características: Muestra una actitud elegante y desafiante; su pasado en Umbrella se revela lentamente.

### Ada Wong
- Antecedentes: Introducida en Resident Evil 2.
- Rol: Figura misteriosa que aparece frente a Leon; siempre está un paso adelante.
- Características: Mantiene una actitud indiferente, con un pasado incierto.

### Bitores Mendez
- Antecedentes: No hay información clara sobre su pasado.
- Rol: Conocido como el "gran jefe" de la sección del pueblo.
- Características: Trabaja para Saddler de manera similar a Salazar, pero con menos poder.

### Ramon Salazar
- Antecedentes: Infectado por Las Plagas a una edad joven.
- Rol: Uno de los peones de Saddler, intenta derrotar a Leon y capturar a Ashley.
- Características: Aunque parece viejo y de baja estatura, en realidad tiene veinte años; su oscuro pasado se revela a través de notas en su castillo.

### Jack Krauser
- Antecedentes: Ex-soldado estadounidense; participó en el mismo programa de super soldados que Leon.
- Rol: Peón de Saddler, ha tomado un camino oscuro.
- Características: Su trauma militar lo ha convertido en un personaje oscuro, posiblemente un doble agente.

### Osmund Saddler
- Antecedentes: Líder de Los Illuminados.
- Rol: Principal antagonista; secuestró a Ashley como parte de su plan para difundir Las Plagas por el mundo.
- Características: Su nombre se menciona a lo largo del juego, pero no se revela completamente hasta el final.

### Albert Wesker
- Antecedentes: Uno de los grandes villanos de la serie Resident Evil.
- Rol: Aparece brevemente al final de Resident Evil 4; está involucrado en un plan con Ada Wong para robar una muestra de Las Plagas.
- Características: Tiene una breve aparición, pero es una figura influyente.

### Ingrid Hunnigan
- Antecedentes: Especialista en comunicaciones que trabaja con el gobierno de Estados Unidos.
- Rol: Principal punto de contacto de Leon, y le ayuda en su misión para rescatar a Ashley.
- Características: Es un personaje profesional y de apoyo.

### El Comerciante (The Merchant)
- Antecedentes: Tiene un pasado misterioso.
- Rol: Ayuda a Leon y vende diversas armas.
- Características: No se sabe de dónde viene ni cómo obtiene sus armas; es un personaje querido por los fans.

### Mike
- Antecedentes: Piloto de helicóptero de Estados Unidos.
- Rol: Enviado para ayudar a Leon.
- Características: Aparece brevemente; es un personaje impactante y memorable.